# TV-året 1979

## Händelser

### Mars
- 24 mars - Sovjetunionen direktsänder för första gången ett TV-program till kosmonauter i färd runt jorden. Rymdfarkosten heter Saljut 6.[1]

### Juli
- 1 juli - Sveriges Radios TV-verksamhet överförs till ett särskilt bolag, Sveriges Television. [2]

### Augusti
- 3 augusti - Allsång på Skansen börjar sändas i SVT.[3]

### December
- 15 december - Rai Tre startar sina sändningar.

## TV-program

### Sveriges Television
- 1 januari - Lill-Babs, TV-show med Lill-Babs och gästartisten Lill Lindfors.
- 2 januari - Premiär för den engelska dramaserien Borgmästaren, del 1 av 7.
- 4 januari - En kväll med Gene Kelly, personliga minnen och återblickar med Gene Kelly.
- 5 januari - Lustspelet Hjälten från Öresund med Nils Poppe, inspelad på Fredriksdalsteatern i Helsingborg.
- 7 januari - Start för underhållningsserien I kväll på stan, om nöjeslivet i Sundsvall. Del 1 av 9.
- 8 januari - Avgång, TV-pjäs med Nils Ahlroth, Michael Segerström, Henric Holmberg, med flera.
- 8 januari - Då går jag till Maxim, jazzkväll i Borlänge med Meta Roos och Nippe Sylvéns band. Programvärd: Åke Strömmer.
- 13 januari - Pangkväll med Björn Skifs, Björn Skifs krogshow i en inspelning från Hamburger Börs.
- 13 januari - Start för en ny omgång av Gäst hos Hagge med Hagge Geigert. Per Oscarsson är säsongens första gäst.
- 14 januari - Drömmen om Indien, TV-pjäs av Beppe Wolgers med Håkan Serner, Hans Wigren, Erik Appelgren med flera.
- 15 januari - Nypremiär för PROGRAMett med Karin Falck och Per-Erik Lindorm.
- 18 januari - Premiär för Det är serverat, Ria Wägner med gäster i TV-köket.
- 24 januari - Premiär för TV-krysset med Lou Rossling och Åke Brolin.
- 27 januari - Rockfolket TV-special, show med Rockfolket, Laila Westersund och Lena Maria Gårdenäs.
- 5 februari - Pjäsen Bänken med Börje Ahlstedt och Irene Lind.
- 8 februari - Säsongsstart för 14 nya avsnitt av Barnjournalen med Bengt Fahlström.
- 23 februari - Tage Danielsson är säsongens första gäst i Två och en flygel med Berndt Egerbladh.
- 3 mars - Att komma igen, Ulf Thorén porträtterar Owe Thörnqvist.
- 4 mars - En ny omgång av Mupparna startar.
- 4 mars - Start för Sydjoker, en frågetävling med Lasse Holmqvist.
- 8 mars - Amerikanska dramaserien Förintelsen med Meryl Streep, med flera.
- 8 mars - Skeppsredaren, svensk dramaserie i sex delar med bland andra Per Aabel, Jan Malmsjö, Britt Ekland och Per Ragnar.
- 9 mars - Den västtyska ungdomsserien Anschi och Michael har svensk premiär.
- 12 mars - Skoller Show, showtime med Eddie Skoller.
- 12 mars - Konstverk berättar blir det första textade programmet i SVT.[4]
- 17 mars - Start för en ny omgång av naturprogrammet Korsnäsgården.
- 19 mars - Premiär för dramaserien Godnatt, jord med bland andra Margreth Weivers, Bengt Eklund och Tor Isedal.
- 23 mars - Säsongsstart för I morron e' de' lörda', underhållningsserie med Östen Warnerbring och gästartister.
- 26 mars - Vad är det för fel på svensk TV-underhållning? Ett program av Lasse Hallström med bland andra Magnus Härenstam, Tommy Körberg och Lars Amble.
- 4 april - Byrån, en TV-musical av och med Robert Broberg.
- 13 april - Farsen Charleys Tant med Sven Lindberg i en inspelning från Vasateatern i Stockholm.
- 20 april - Revy, underhållningsserie med Stig Järrel, Bert-Åke Varg, Monica Dominique, med flera. Del 1 av 3.
- 24 april - Premiär för den engelska dramaserien I vår herres hage.
- 6 maj - Visst är ni sjuk, komediserie i fyra delar med Carl-Gustaf Lindstedt, Gösta Bernhard, Siv Ericks, med flera.
- 7 maj - Start för Livskvalitet, medicinskt magasin med Bengt Nordlund och Claes Wirsén.
- 7 maj - Brittiska TV-serien Mysteriet på Clifton House
- 11 maj - Lill Show, krogshow med Lill Lindfors.
- 22 maj - Start för Sjung med Egon, allsångsprogram med Egon Kjerrman och Göteborgs Poliskör. Del 1 av 3.
- 26 maj - Artistparad på Solliden med The Boppers, Maritza Horn, Harpo, Lill-Babs, med flera.
- 2 juni - Jag vill tacka livet, Arja Saijonmaa sjunger Violeta Parra.
- 9 juni - Woody Allen - en skraj skojare, ett porträtt av Woody Allen.
- 15 juni - Charlie Rivel - clownernas clown, ett porträtt av Charlie Rivel.
- 17 juni - Den perfekte tjuven, kriminaldrama med Jan-Olof Strandberg och Ernst-Hugo Järegård.
- 22 juni - Vi går på Liseberg, underhållning från Liseberg med Hagge Geigert, Lill-Babs, Sven Tjusling, med flera.
- 24 juni - Premiär för underhållningsserien Musik på Dalarö med Tommy Körberg, Monica Dominique och gästartister.
- 4 juli - Premiär för underhållningsserien Sommar på Gröna Lund. Programledare: Per Falkman.
- 6 juli - Första avsnittet av Sommarmarknad, underhållning från Skansen med Pekka Langer, Carl-Uno Sjöblom, Jeja Sundström och gästartister.
- 12 juli - Norrländska sommarkvällar, musikunderhållning i sex delar med Thorstein Bergman och gäster.
- 15 juli - En ny omgång av den engelska komediserien Livet är grönt.
- 27 juli - Premiär för Claudine, fransk dramaserie i fyra delar.
- 3 augusti - Premiär för Allsång på Skansen med Bosse Larsson och gästartister. Ewa Roos är gäst i första programmet.
- 9 augusti - Blomma min stad, underhållning från Borlänge med Åke Strömmer och gästartister. Del 1 av 3.
- 22 augusti - Max Lundgrens deckarserie Rädsla med bland andra Lars Humble, Maj Lindström och Christian Zell.
- 25 augusti - Kom till Casino, glimtar ur Casinorevyerna med Carl-Gustaf Lindstedt, Gösta Bernhard, Gus Dahlström, med flera. Del 1 av 5.
- 30 augusti - Fråga Ola Ullsten, direktsänd frågekväll med folkpartiledaren Ola Ullsten.
- 8 september - Start för sex nya avsnitt av Mupparna.
- 9 september - Amerikanska dramaserien Lilla huset på prärien har svensk premiär.
- 16 september - En ny omgång av dramaserien Lödder.
- 19 september - Den nya människan, TV-pjäs med bland andra Barbro Oborg, Niels Dybeck och Li Brådhe.
- 21 september - Tango, Sven-Bertil Taube sjunger och berättar.
- 28 september - Den vackraste visan om kärleken, krogshow på Berns med Sven-Bertil Taube och Ulf Björlin.
- 29 september - Premiär för Partifrågan, frågetävling med Pelle Bergendahl.
- 4 oktober - Premiär för dramaserien Selambs i regi av Bengt Lagerkvist med bland andra Tomas Pontén, Marika Lindström och Björn Gedda.
- 5 oktober - Tecknade Doktor Snuggles med svenska röster från Kjell Bergqvist, John Harryson, Fillie Lyckow, med flera.
- 5 oktober - Dizzie Tunes, underhållningsserie i fyra delar med Dizzie Tunes och gästartister.
- 6 oktober - Premiär för familjeserien Madicken med Jonna Liljendahl, Liv Alsterlund, Allan Edwall, med flera.
- 6 oktober - Start för sju nya avsnitt av Familjen Macahan.
- 10 oktober - En ny omgång av TV-krysset med Lou Rossling och Åke Brolin.
- 12 oktober - Makten och hederligheten, TV-pjäs med Michael Segerström, Gunilla Åkesson, Eva Rydberg, Ulf Brunnberg, med flera.
- 13 oktober - Premiär för underhållningsserien Cabarevy med Brita Borg, Gunilla Åkesson, Loa Falkman, med flera.
- 17 oktober - TV-pjäsen Emigranterna med Anders Linder och Heinz Hopf.
- 20 oktober - Säsongsstart för Gomorron Sverige med Lennart Hyland.
- 24 oktober - TV-pjäsen Resan till San Michele med Toivo Pawlo, Jan Blomberg, Ingvar Kjellson, Krister Henriksson, Helge Skoog, Yvonne Lombard med flera.[5]
- 26 oktober - Säsongsstart för Nygammalt med Bosse Larsson, Bröderna Lindqvist och gästartister.
- 29 oktober - En fyra timmar lång önskekonsert markerar 25-årsdagen av svenska TV-utsändningar.[6]
- 12 november - Hallå, det är från kronofogden, TV-pjäs med Anders Nyström, Jörgen Lantz, Sven Holmberg, med flera.
- 17 november - Molières komedi Misantropen med Börje Ahlstedt, Lars Amble, Ewa Fröling, med flera.
- 24 november - Start för en ny omgång av komediserien Albert & Herbert med Sten-Åke Cederhök och Tomas von Brömssen.
- 28 november - Arthur Millers pjäs En handelsresandes död i regi av Bo Widerberg med Carl-Gustaf Lindstedt i huvudrollen.
- 1 december - Årets julkalender är Trolltider av Maria Gripe.[7]
- 2 december - Premiär för familjeserien Katitzi med bland andra Janne Carlsson, Monica Zetterlund och Kjell Bergqvist.
- 9 december - 57 dagar som skakade Sverige, om gruvkonflikten och dess biverkningar.
- 24 december - Det var en gång en skånepåg, en musikalisk hyllning till Edvard Persson med Siw Malmkvist, Jan Malmsjö, Ingvar Andersson, med flera.
- 24 december - Dokumentären Fårödokument 1979 av Ingmar Bergman.[8]
- 25 december - Premiär för svenska tecknade serien Farbrorn som inte vill va stor med Gösta Ekman som berättare.
- 25 december - Premiär för miniserien Pojken som lånade ut sin röst med Helge Skoog som berättare.
- 25 december - Operan Don Giovanni från Drottningholmsteatern med Håkan Hagegård, Helena Döse, med flera.
- 26 december - Premiär för dramaserien Mor gifter sig med Gurie Nordwall, Sten Ljunggren, Hans Wigren, med flera.[9]

## Födda
- 24 april - Emma Andersson, svensk dokusåpadeltagare, programledare i TV.
- 22 juni - Thom Filicia, amerikansk TV-programledare.
- 28 september - Bam Margera, amerikansk skateboardåkare och TV-programledare, känd från Jackass.

## Avlidna
- 16 januari – Ted Cassidy, 46, amerikansk skådespelare (Familjen Addams).
- 15 mars – Sture Ericson, 66, svensk skådespelare (Hem till byn).
- 2 juni – Jim Hutton, 45, amerikansk skådespelare (Ellery Queen).
- 14 juni – Toivo Pawlo, 61, svensk skådespelare, berättare (Mumindalen, Kalles klätterträd) och röstskådespelare (Sagan om Karl-Bertil Jonssons julafton).
- 31 oktober – Edvin Adolphson, 86, svensk skådespelare (Swedenhielms, Hemsöborna, Markurells i Wadköping).

### Fotnoter
1. ↑   Horisont 1979. Bertmarks
2. ↑  SVT - TV-historia i årtal Arkiverad 18 juni 2012 hämtat från the Wayback Machine.
3. ↑  ”Svensk mediedatabas”. http://smdb.kb.se/catalog/search?q=%22Alls%C3%A5ng+p%C3%A5+Skansen%22+typ%3Atv&sort=OLDEST. Läst 6 april 2011.
4. ↑  ”Sveriges Television”. Arkiverad från originalet den 28 oktober 2011. https://web.archive.org/web/20111028140619/http://svt.se/svt/jsp/Crosslink.jsp?d=46925&a=528149. Läst 7 april 2011.
5. ↑  ”Svensk mediedatabas”. http://smdb.kb.se/catalog/search?q=%22Resan+till+San+Michele%22+typ%3Atv&sort=OLDEST. Läst 6 april 2011.
6. ↑  ”Svensk mediedatabas”. http://smdb.kb.se/catalog/search?q=%22TV+25+%C3%A5r+-+jubileum+med+musik%22+typ%3Atv&sort=OLDEST. Läst 6 april 2011.
7. ↑  ”Jultradition”. Arkiverad från originalet den 25 april 2012. https://web.archive.org/web/20120425112719/http://www.jultradition.se/tv.htm. Läst 26 mars 2011.
8. ↑  ”Svensk mediedatabas”. http://smdb.kb.se/catalog/search?q=%22F%C3%A5r%C3%B6dokument+1979%22+typ%3Atv&sort=OLDEST. Läst 6 april 2011.
9. ↑  ”Svensk mediedatabas”. http://smdb.kb.se/catalog/search?q=%22Mor+gifter+sig%22+typ%3Atv&sort=OLDEST. Läst 6 april 2011.